# Padraic Kenney
Padraic Kenney (ur. 29 marca 1963) – amerykański historyk, badacz najnowszych dziejów Europy Środkowo-Wschodniej i Polski.

## Życiorys
Ukończył studia historyczne na Uniwersytecie w Toronto w 1986, pracę doktorską obronił na Uniwersytecie Michigan w 1992. Następnie pracował na Uniwersytecie Colorado. Był dyrektorem Polish Studies Center na Uniwersytecie Indiana. Jego żona jest Polką.

## Wybrane publikacje
- Rebuilding Poland: Workers and Communists, 1945-1950 wyd. Cornell University Press, Ithaca 1997
- A Carnival of Revolution: Central Europe, 1989 wyd. Princeton University Press, Princeton 2002
- Transnational Moments of Change: Europe 1945, 1968, 1989 (z Gerdem-Rainerem Hornem), wyd. Rowman & Littlefield, Latham 2004
- The Burdens of Freedom: Eastern Europe Since 1989 Zed Books, Londyn 2006
- Dance in Chains: Political Imprisonment in the Modern World, wyd. Oxford University Press, Nowy Jork 2017

## Publikacje w języku polskim
- Rewolucyjny karnawał: Europa Środkowa 1989, przeł. Piotr Szymor, Wrocław: Kolegium Europy Wschodniej 2005.
- Wrocławskie zadymy, Wrocław: Oficyna Wydawnicza Atut - Wrocławskie Wydawnictwo Oświatowe 2007.
- Budowanie Polski Ludowej: robotnicy a komuniści 1945-1950, przeł. Anna Dzierzgowska, Warszawa: Wydawnictwo W.A.B. - Grupa Wydawnicza Foksal 2015.